# Scarabaeus semipunctatus
El escarabajo pelotero de dunas (Scarabaeus semipunctatus ) es una especie de insecto coleóptero de la familia Scarabaeidae.

## Descripción
Su cuerpo es plano y ancho, con los élitros casi lisos y el pronoto punteado. Su longitud total oscila entre los 18 y los 24 mm.

## Distribución y hábitat
Se encuentra en la Europa meridional, desde la península ibérica hasta los Balcanes, así como en el norte de África, desde Marruecos a Libia.
Habita en zonas costeras y litorales. En España, es una especie exclusiva de sistemas dunares de la costa mediterránea.